# Grižane-Belgrad
Grižane-Belgrad – wieś w Chorwacji, w żupanii primorsko-gorskiej, w gminie Vinodolska. W 2011 roku liczyła 953 mieszkańców.